# Mesostigmats
Mesostigmata és un ordre de petits àcars que pertany als parasitiformes. Algunes espècies són paràsits i altres no ho són. Es distingeixen pel seu parell d'espiracles que estan posats lateralment sobre el cos.
La família amb més espècies descrites és la del fitoseids. Altres famílies destacades són Diplogyniidae, Macrochelidae, Pachylaelapidae, Uropodidae i Veigaiaidae.

## Taxonomia
Monogynaspida
- Arctacarina (2 gèneres i 6 espècies) 
  - Arctacaroidea
    - Arctacaridae
- Dermanyssina (559 gèneres)
  - Ascoidea (138 gèneres) 
    - Ameroseiidae
    - Ascidae (39 gèneres)
    - Halolaelapidae
    - Melicharidae
    - Otopheidomenidae
    - Phytoseiidae (67 gèneres)
    - Podocinidae

  - Dermanyssoidea (273 gèneres) 
    - Dasyponyssidae
    - Dermanyssidae
    - Entonyssidae
    - Haemogamasidae
    - Halarachnidae
    - Hirstionyssidae
    - Hystrichonyssidae
    - Ixodorhynchidae
    - Laelapidae (144 gèneres)
    - Larvamimidae
    - Leptolaelapidae
    - Macronyssidae
    - Manitherionyssidae
    - Omentolaelapidae
    - Pneumophionyssidae
    - Raillietiidae
    - Rhinonyssidae
    - Spinturnicidae
    - Spelaeorhynchidae
    - Trichoaspididae
    - Varroidae

  - Eviphidoidea (72 generes) 
    - Eviphididae
    - Macrochelidae
    - Megalolaelapidae
    - Parholaspididae
    - Pachylaelapidae

  - Rhodacaroidea (72 gèneres)
    - Digamasellidae (5 gèneres)
    - Euryparasitidae
    - Laelaptonyssidae
    - Ologamasidae (36 gèneres)
    - Panteniphididae
    - Rhodacaridae

  - Veigaioidea (4 gèneres) 
    - Veigaiidae
- Diarthrophallina (22 gèneres) 
  - Diarthrophalloidea
    - Diarthrophallidae
- Epicriina (43 gèneres)
  - Epicrioidea
    - Coprozerconidae
    - Dwigubskyiidae
    - Epicriidae
    - Zerconidae
- Heatherellina (1 gènere) 
  - Heatherellidae
- Heterozerconina (10 gèneres) 
  - Discozerconidae
  - Heterozerconidae
- Microgyniina
  - Microgynioidea
    - Microgyniidae
    - Nothogynidae
- Parasitina
  - Parasitoidea
    - Parasitidae
- Sejina (10 gèneres) 
  - Sejoidea
    - Sejidae
- Uropodina (92 gèneres) 
  - Uropodoidea
    - Circocyllibamidae
    - Deraiophoridae
    - Dinychidae
    - Discourellidae
    - Dithinozerconidae
    - Macrodinychidae
    - Metagynuridae
    - Nenteriidae
    - Oplitidae
    - Polyaspididae
    - Protodinychidae
    - Thinozerconidae
    - Trachytidae
    - Trachyuropodidae
    - Trematuridae
    - Trigonuropodidae
    - Uroactinidae (1 gènere)
    - Urodinychidae
    - Uropodidae

Trigynaspida
- Antennophorina (101 gèneres) 
  - Aenicteguoidea
    - Aenicteguidae
    - Messoracaridae
    - Physalozerconidae
    - Ptochacaridae

  - Antennophoroidea
    - Antennophoridae

  - Celaenopsoidea
    - Celaenopsidae
    - Costacaridae
    - Diplogyniidae
    - Euzerconidae
    - Megacelaenopsidae
    - Meinertulidae
    - Neotenogyniidae
    - Triplogyniidae
    - Schizogyniidae

  - Fedrizzioidea
    - Fedrizziidae
    - Klinckowstroemiidae
    - Paramegistidae
    - Promegistidae

  - Megisthanoidea
    - Hoplomegistidae
    - Megisthanidae

  - Parantennuloidea
    - Parantennulidae
    - Philodanidae
- Cercomegistina
  - Cercomegistoidea
    - Asternoseiidae
    - Cercomegistidae
    - Davacaridae
    - Pyrosejidae
    - Saltiseiidae
    - Seiodidae

## Altres
Meliponopus palpifer Fain & Flechtmann, 1985 ja no s'ubica dins una família.